# Астрахан Дмитро Хананович
Дмитро Хананович Астрахан (нар.. 17 березня 1957, Ленінград, СРСР) — радянський і російський режисер театру і кіно, продюсер, телеведучий і кіноактор. Заслужений діяч мистецтв РФ (2009). Член громадської ради Російського єврейського конгресу.

## Біографія
Народився 1957 року в сім'ї ленінградських істориків — Ханана Марковича Астрахана та Сусанни Марківни Маневич, вихідців з Білорусі. Він був наймолодшою, п'ятою дитиною в родині. У школі захоплювався читанням, математикою і спортом. Після закінчення восьмого класу вступив до фізико-математичної школи № 30 на Васильєвському острові і одночасно продовжив займатися класичною боротьбою. Після закінчення школи був прийнятий до Ленінградського електротехнічного інституту імені Ульянова (Леніна). Протягом декількох років Дмитро змінив кілька інститутів, поки не був прийнятий до Ленінградського державного інституту театру, музики і кінематографії, в клас Олександра Музіля (закінчив у 1982 році). Як дипломну роботу поставили виставу в Пушкінському театрі, проте, за твердженням самого Астрахана, після того, як художній керівник театру дізнався, що Астрахан — єврей, спектакль поставити не дали.
З 1981 по 1987 рік Дмитро Асстрахан працював режисером Свердловського театру юного глядача. Потім відслужив у Збройних силах СРСР (морська авіація). Ставив спектаклі в різних театрах Росії і за кордоном, стажувався у Георгія Товстоногова у Ленінграді.
З 1991 по 1995 роки керував петербурзьким Театром комедії імені М. П. Акімова.
Активно працює в театрі і кіно. Спеціалізується на психологічних драмах.
Став затребуваним актором після ролі адміністратора Леоніда Фрідмана у фільмі «Висоцький. Дякуємо, що живий».

## Особисте життя
Дружина — Олена, колишня балерина.
Подружжя виховує п'ятьох спільних дітей і сина Павла (від шлюбу Дмитра з актрисою Ольгою Бєляєвою (1964—2000), вона загинула в 2000 році, отримавши численні опіки).

## Творчість

### Театр

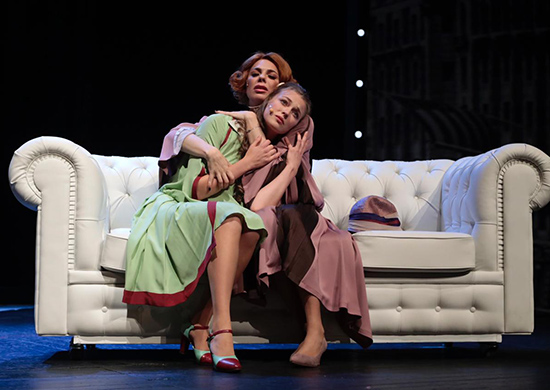
Вистава «Леді на день» в ЦАТРА, 2020 рік

З 1981 по 1996 роки поставив понад 40 вистав у різних театрах.
- Московський драматичний театр імені О. С. Пушкіна:
  - «Леді на день»
  - «Подорожні в ночі»[6]
- Київський театр юного глядача:
  - «Качине полювання» Олександра Вампілова
  - «Прибуткове місце» Олександра Островського
  - «Недоросток» Дениса Фонвізіна
  - «Червона шапочка» Євгена Шварца
  - «Хто, якщо не ти?..» В. Суглобова
- Великий драматичний театр імені Г. О. Товстоногова:
  - «Одруження Бальзамінова» Олександра Островського
- Академічний драматичний театр імені В. Ф. Коміссаржевської:
  - «Ці вільні метелики»
- Антреприза Олександра Абдулова:
  - «Все минає»
  - «Сімейна ідилія»
- Невідомо:
  - «Четверо в Петербурзі»
- Ризький російський театр імені Михайла Чехова:
  - «Леді на день» — 2006
  - «Квиток в один кінець» — 2009
- Хабаровський крайовий театр драми:
  - «Леді на день» — 2015
  - «Сімейна ідилія» — 2015
- Челябінський театр драми імені Наума Орлова:
  - «Леді на день» — 2017
- Театр Російської армії:
  - «Леді на день» — 2020

П'єса «Завзятий молодець — гордість Заходу» ірландського драматурга Джона Сінга ставилася режисером неодноразово.
- 1989 — Ленінградський державний інститут сценічних мистецтв
- 1990 — Омський ТЮГ
- 1991 — БДТ імені Товстоногова
- 2004 — Єкатеринбурзький державний академічний театр драми

### Фільмографія
1. 1993 — Ти у мене одна — рефері на боксерському рингу
2. 1995 — Усе буде добре! — професор математики в інституті, який вийшов до дошки
3. 1995 — Четверта планета — музикант в ресторані
4. 1996 — З пекла в пекло / Von Hölle zu Hölle — співробітник єврейської благодійної організації «Джойнт» в Нью-Йорку, який привіз з США до Польщі продукти для євреїв
5. 2000 — Алхіміки — шериф
6. 2002 — Леді на день — льотчик
7. 2003 — Четверте бажання — режисер
8. 2011 — Висоцький. Дякуємо, що живий — Леонід Фрідман, організатор концертів  Володимира Висоцького в  Узбецькій РСР
9. 2012 — У Бога свої плани — Олег Романович Назаров, власник клініки штучного запліднення, лікар, акушер-гінеколог
10. 2012 — Розлучення — гор Іванович Міхєєв, головний редактор популярного глянцевого журналу
11. 2013 — Шагал – Малевич — ребе Айзик, равин
12. 2013 — Студія 17 — Олексій, батько Ліки
13. 2013 — Фатальне спадок — Григорій Тарасович Лещик, компаньйон олігарха Михайла Гаєва
14. 2013 — Невидимки — бібліотекар
15. 2013 — Одного разу — масовик-витівник
16. 2014 —  Безсоння —  Ігор Олексійович Ніканоров, доктор
17. 2014 —  Інквізитор —  Ісак Ройзман, власник приватного детективного агентства в Санкт-Петербурзі, начальник Наталії Серебрянської
18. 2014 — Форт Росс: У пошуках пригод —  продюсер
19. 2014 — У Москві завжди сонячно —  Петрович
20. 2015 —  Перекладач —  Михайло, лікар
21. 2015 —  Зелена карета —  Михайло Іванович Бажов
22. 2015 —  Метеорит —  Валентин Петрович Шаповаленко, професор  уфології
23. 2015 —  Кінець прекрасної епохи —  Миша Шаблинський, журналіст з  Талліна
24. 2015 —  Павук —  Рудніков («Маестро»), художник-модельєр  Московського Будинку моделей одягу
25. 2016 —  Автошкола —  Костянтин Сергійович Михайлов, батько Маші
26. 2016 — Вічний відпустку —  Яніс Робертович, директор круїзу
27. 2017 —  Цивільний шлюб —  Палич
28. 2017 — Бідна дівчинка —  Анатолій Дмитрович
29. 2017 —  Стратити не можна помилувати —  Петро Маркович Зейдін, головний редактор видавництва
30. 2017 —  Готель «Елеон» 2 (серія № 32) —  Борис Феліксович Ельтаровський, режисер
31. 2017 —  Срібний бір —  Метельський
32. 2017 —  Ікра —  Аркадій Ліпман
33. 2018 —  Гравець —  Дмитро Хананович, професор математики
34. 2018 — Про що говорять чоловіки. Продовження —  виступаючий на похоронах
35. 2018 —  Хор —  Пасюк
36. 2018 —  Домашній арешт (серія № 3) —  Андрій Йосипович Мишкін, адвокат Аркадія з Москви
37. 2019 —  Втрачений острів —  редактор
38. 2019 —  Мільярд —  Леонід Євгенович, банкір, бізнес-партнер Матвія Федоровича Левіна, батько Ірини
39. 2019 — Формула помсти —  Рудников («Маестро»), художник-модельєр  Московського Будинку моделей одягу
40. 2019 —  Старі кадри —  Борис Лейн, слідчий відділу з розслідування нерозкритих злочинів (ОРНП)
41. 2020 —  Андріївський прапор — Шварц, адвокат

#### Режисер
1. 1991 — Вийди!
2. 1993 — Ти у мене одна
3. 1995 — Усе буде добре!
4. 1995 — Четверта планета
5. 1996 — З пекла в пекло
6. 1998 — Зал очікування
7. 1998 — Контракт зі смертю
8. 1998 — Перехрестя
9. 2000 — Алхіміки
10. 2000 — Апокаліпсис 99 / Apokalypse 99 — Anatomie eines Amokläufers
11. 2000 — Леді Казахстан / Kasachstan Lady
12. 2001 — Втеча з Гулагу / So weit die Füße tragen (співрежисер)
13. 2001 — Жовтий карлик
14. 2001 — Подаруй мені місячне сяйво
15. 2001 — Леді на день
16. 2002 — Диявол, який називає себе Богом / The Devil Who Called Himself God
17. 2003 — Тартарен із Тараскона
18. 2004 — Темна ніч
19. 2004 — Фабрика мрій
20. 2005 — Неділя в жіночій лазні
21. 2007 — Справа була у Гаврилівці
22. 2007 — Все по-чесному
23. 2010 — На світі живуть добрі і хороші люди
24. 2011 — Золота країна
25. 2011 — На круги своя
26. 2012 — Нічний таверни вогник
27. 2012 — Діточки
28. 2016 — Кохання без правил
29. 2018 — Життя після життя
30. 2018 — Гра
31. 2020 — Доля диверсанта

#### Сценарист
1. 1991 — Вийди!

#### Продюсер
1. 2004 — Темна ніч
2. 2004 — Фабрика мрій
3. 2005 — Неділя в жіночій лазні
4. 2005 — Лебединий рай
5. 2007 — Справа була у Гаврилівці
6. 2009 — Ярмо любові
7. 2012 — Нічний таверни вогник
8. 2012 — Діточки
9. 2013 — Старша сестра
10. 2016 — Кохання без правил
11. 2018 — Гра

## Телебачення
1. 2011—2014 рр. — телеведучий проекту «Я співаю» на телеканалі ОНТ (Білорусь)
2. 2016 рік — керівник «Школи акторської майстерності» на Дім-2

## Інше
У 2017 році став членом журі 3-го Московського єврейського кінофестивалю.